# 安達十九
安達 十九（あだち じゅうく、1886年（明治19年）8月1日 - 1951年（昭和26年）7月20日）は、日本の陸軍軍人。陸軍科学研究所第二部長を務め、階級は陸軍中将に至る。陸軍教授安達松太郎の子で、兄に安達十六陸軍少将、弟に第18軍司令官安達二十三陸軍中将が、義理の叔父に陸軍大臣石本新六陸軍中将男爵がいる。石本寅三陸軍中将・石本五雄陸軍少将は従兄弟。

## 経歴
東京に生まれ陸軍士官学校に学ぶ。1905年（明治38年）11月25日卒業し、1906年（明治39年）6月26日陸軍工兵少尉に任官される。士官候補生第18期の安達の同期には山下奉文大将・岡部直三郎大将・藤江恵輔大将・阿南惟幾大将・山脇正隆大将らがいる。
士官学校を卒業した安達は陸軍砲工学校に進み、高等科を卒業する。階級は中尉であったこの時に陸軍派遣員外学生に選抜され、東京帝国大学理学部応用化学学科で3年間学び1915年（大正4年）7月卒業資格を得る。
以後工兵将校として累進し、1930年（昭和5年）8月1日陸軍科学研究所員を命ぜられる。1933年（昭和8年）4月15日から陸軍技術本部員を兼ね、1935年（昭和10年）3月15日陸軍少将に進級し、同年8月1日科学研究所第二部長に就任する。1938年（昭和13年）3月1日陸軍中将進級と共に待命となり、同3月25日予備役編入となる。
1947年（昭和22年）11月28日、公職追放仮指定を受けた。